# Mesoproterozoic

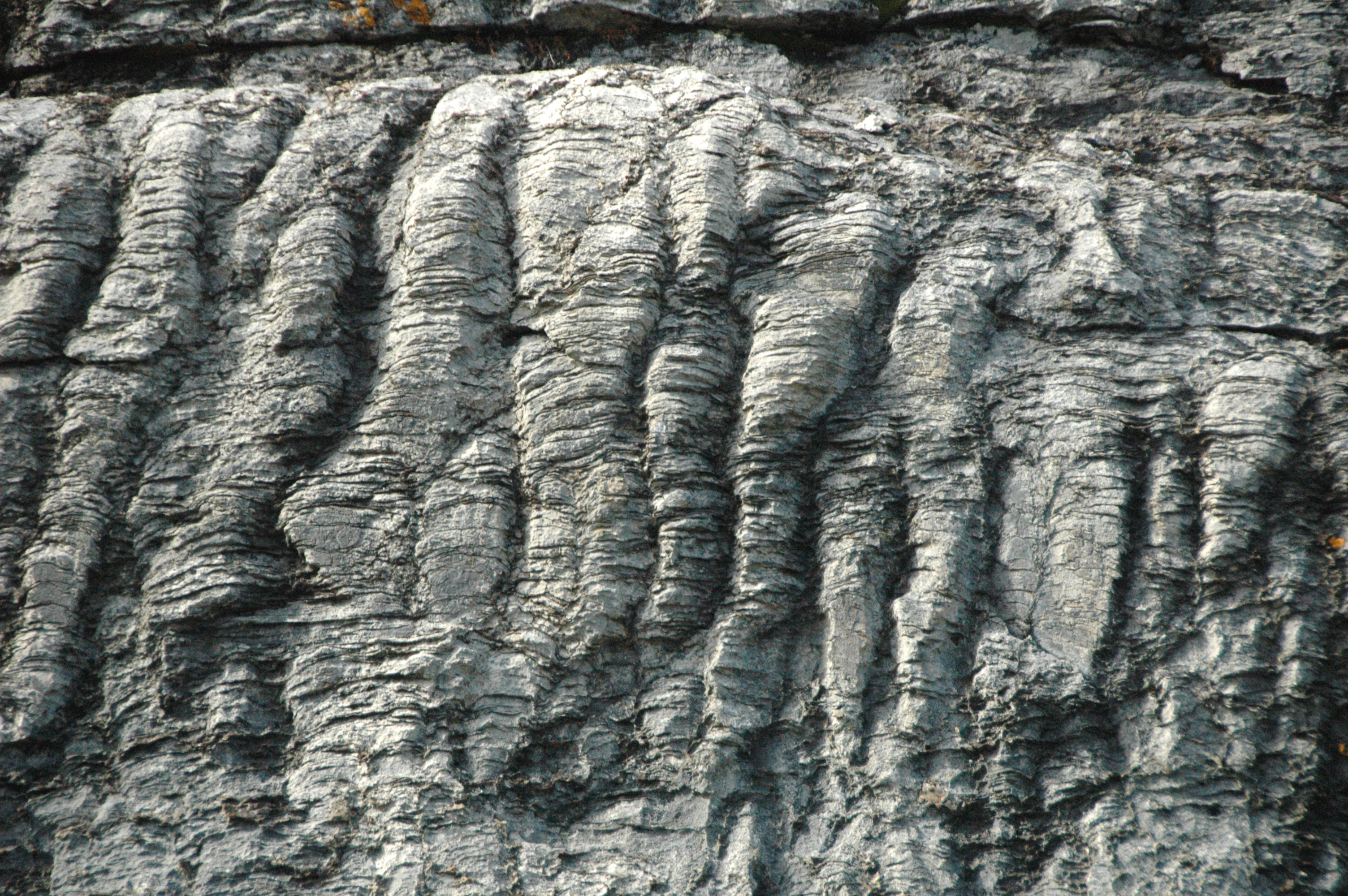
Fosile de stromatolite, Parcul Național Glacier, Montana, SUA.

Mesoproterozoicul este a doua eră geologică din cele trei care alcătuiesc eonul Proterozoic și care începe cu 1.600 milioane de ani în urmă și se termină cu 1.000 milioane de ani în urmă.
Principalele evenimente ale acestei ere sunt despărțirea supercontientului Columbia, formarea supercontinentului Rodinia și evoluția reproducerii sexuate. Se atinge diversitatea și abundența maximă a stromatolitelor formate de coloniile de cianobacterii, cu un vârf acum aproximativ 1.300 milioane de ani în urmă, înainte de declinul acestora în Neoproterozoic. A fost începutul dezvoltării organismelor multicelulare.
A fost o eră a schimbărilor aparent critice, dar totuși slab înțelese în chimia mării, sedimentele pământului și în compoziția aerului. Nivelul de oxigen a crescut la aproximativ 1% din nivelul de astăzi la începutul erei și a continuat să crească pe tot parcursul Mesoproterozoicul.
În România s-au găsit roci metamorfice cristaline din timpul Mesoproterozoicului în Peștera Scărișoara și Roșia Montana.